# La Puebla de Alfindén
La Puebla de Alfindén (aragónul La Pobla d'Alfindén) település Spanyolországban,  Zaragoza tartományban. La Puebla de Alfindén Alfajarín, Pastriz, Zaragoza és Villamayor de Gállego községekkel határos. Lakosainak száma 6426 fő (2024).

## Népesség
A település népessége az utóbbi években az alábbiak szerint változott:
| Lakosok száma | 2118 | 3076 | 4432 | 5033 | 5603 | 5864 | 6109 | 6303 | 6442 | 6426 |
|               | 2001 | 2004 | 2007 | 2009 | 2012 | 2014 | 2017 | 2019 | 2022 | 2024 |